# Institutul Volcani

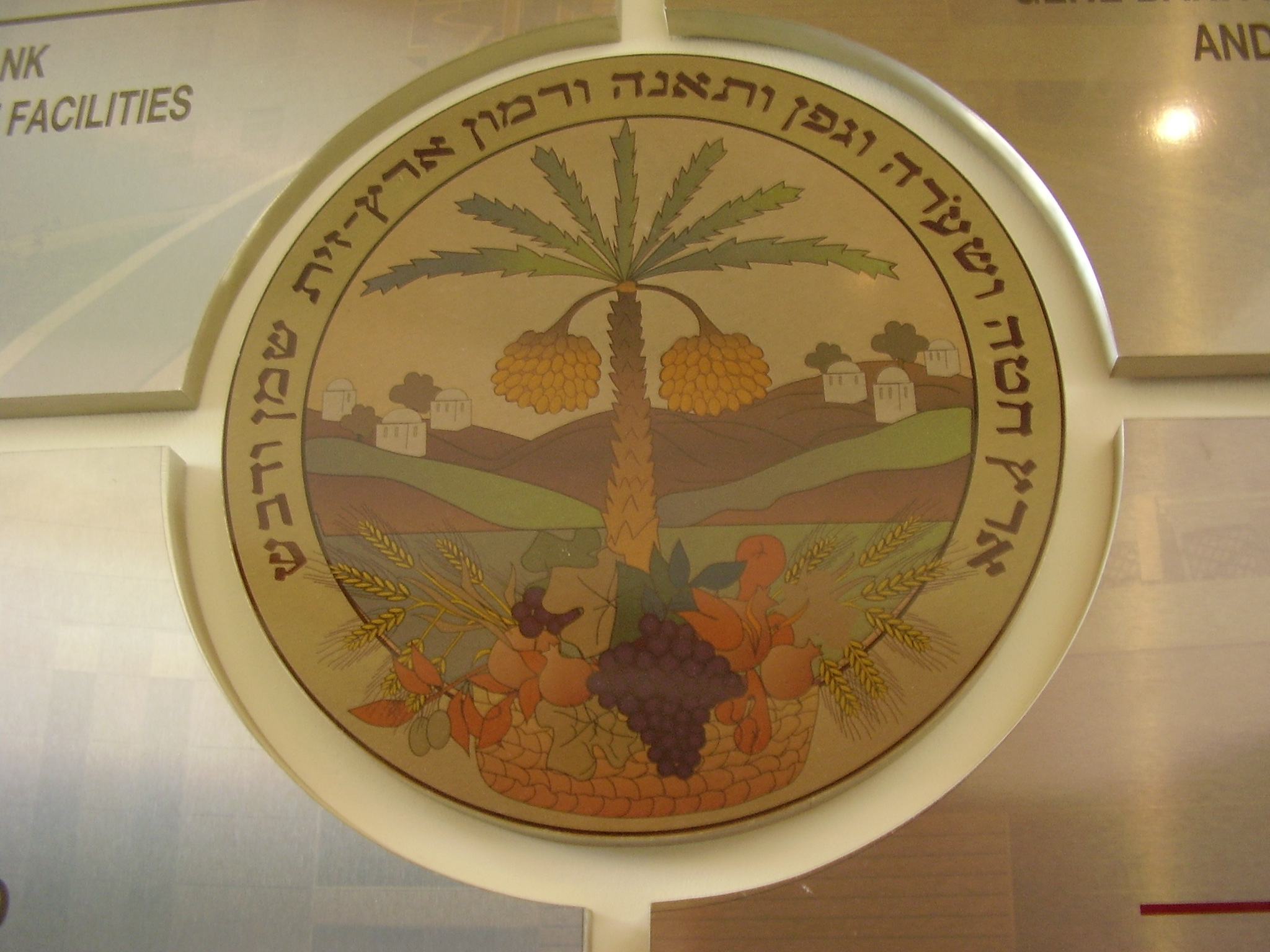
Simbolul Institutului Volcani

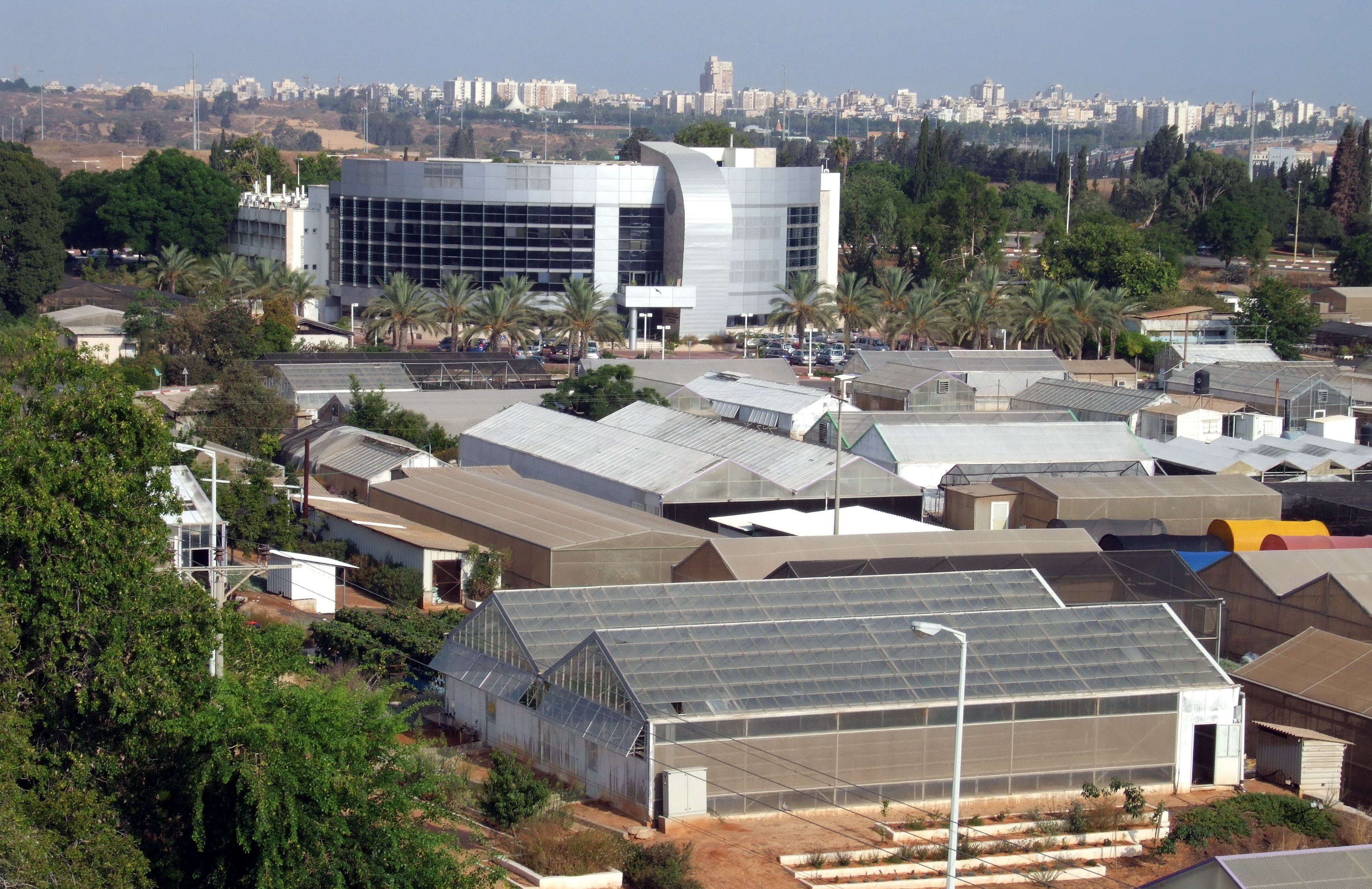
Institutul Volcani - vedere aeriană, fotografie de Yigael Elad

Institutul Volcani (în ebraică:מכון וולקני „Mahon Volkàni”) sau Organizația de cercetare agricolă-Centrul Volcani (în ebraică:המנהל למחקר חקלאי-מרכז וולקני), în trecut cunoscut ca Stația de cercetare agricolă a Agenției Evreiești pentru Palestina este cea mai mare instituție de cercetare agricolă din Israel. Denumirea lui oficială este Așezământul agricol de cercetare (în ebraică:הקרייה החקלאית למחקר Hakiriyá hahaklaít lemehkar)
El este numit după Itzhak Elazari-Volcani (Wilkanski), fondatorul stației experimentale agricole care a reprezentat nucleul său. Institutul ajută pe agricultorii din Israel în rezolvarea diverselor probleme din domeniul agriculturii și inițiază, execută și supraveghează cercetări din domeniul agricol și al industriei alimentare. 
Numeroase inovații ale institutului au fost aplicate pe ogoare, în plantații și pieți în Israel si peste hotare. Domeniile în care s-au distins cercetătorii institutului sunt culturile protejate (din sere), irigațiile, agricultura în zonele aride , tratarea recoltei după seceriș, mecanizarea agricolă, obținerea de noi soiuri de fructe, legume și plante decorative. 
Cercetătorii institutului sunt cadre didactice în instituții de învățământ superior în Israel și în cadrul unor cursuri pentru studenți din Israel și străinătate, și servesc de conducatori de lucrări ale unor candidați la titluri academice. La Institutul Volcani lucrează circa 200 oameni de știință cu titlul de doctor în științe, circa 300 ingineri și tehnicieni și peste 220 studenți candidați la titluri universitare. Încă 73 persoane lucrează la filialele și fermele institutului din nordul Israelului, iar 57 în cele din sudul țării. 
Institutul, secțiile și fermele sale se întind pe o arie de 320 hectare lângă localitatea Beit Dagan, în zona dependentă administrativ de orașul Rishon Letzion. În cadrul lui funcționează și Spitalul veterinar universitar, care ține de Facultatea de agronomie a Universității Ebraice din Ierusalim, de asemenea Serviciul meteorologic al Israelului și Institutul de Inginerie agricolă.
În anul 2015 personalul Institutului Volcani a numărat 700 persoane 

## Logo-ul Institutului
Logo-ul institutului a fost realizat în anul 1926 de către pictorul și cercetătorul Aharon Halevi (1887-1957) și reprezintă cele șapte tipuri de plante și produse agricole cu care a fost binecuvântată Țara Canaanului sau Țara lui Israel - așa cum sunt enumerate în versetul 8,8-9 :
„"Țara în care se află: grâu, orz, viță de vie, smochine și rodii; într-o țară unde sunt măslini - untdelemn, și miere"”
.

## Istorie
Conducerea mișcării sioniste a decis că este necesar să se înființeze un sistem de cercetare agricolă în Palestina și drept consecință, în anul 1921 Itzhak Elazari-Volcani (Wilkanski) a întemeiat la Ben Shemen o stație experimentală agricolă. În 1932 stația s-a mutat la Rehovot, fiind inaugurată oficial în anul 1935 în prezența Înaltului Comisar al Palestinei, Sir Arthur Wauchope, a lui Haim Weizmann și Arthur Ruppin. La întemeierea ei, Elazari-Volcani a formulat un plan după care ea trebuia să se ocupe cu cercetarea, îndrumarea și învățământul.
La început instituția s-a ocupat numai cu cercetarea și cu îndrumarea, însă, în 1942 a fost creat in cadrul ei Institutul de studii agricole, destinat si învățământului. După întemeierea Statului Israel, în anul 1951 statul și Agenția Evreiască au convenit asupra împărțirii proprietății asupra stației din Rehovot, între Facultatea de agronomie a Universității Ebraice din Ierusalim și o nouă instituție guvernamentală destinată cercetării în agricultură. Lucrătorii stației au devenit astfel salariați ai serviciului public. La fața locului a început să funcționeze și Consiliul pentru comercializarea agrumelor.  
Începând din anul 1955 institutului i s-au alocat terenuri în zona Rishon Letzion-Beit Dagan (pe Dereh Hamakabim -Aleea Macabeilor) și pe parcursul a mai mulți ani diverse sectii ale institutului au fost transferate acolo. Una din secții a rămas până în zilele noastre la Rehovot.
Elyakim Vega a efectuat în cadrul institutului lucrări care au pus bazele dezvoltării ramurii florăritului în economia israeliană.
În anul 1966 premierul Levi Eshkol l-a numit pe Efraim Katchalski ca președinte al comisiei răspunzătoare de organizarea sistemelor guvernamentale de cercetare și dezvoltare. Comisia a acordat un loc aparte cercetării în domeniul agricol și a recomandat înființarea Direcției de cercetare agricolă de pe lângă Ministerul Agriculturii, definirea funcțiilor Institutului, a legăturii lui cu Ministerul agriculturii, numirea unui Reponsabil științific al Ministerului Agriculturii, reglemantarea condițiilor de salarizare și promovare a lucratorilor institutului și acțiuni pentru încurajarea unui nivel înalt de activitate academică. Concluziile comisiei, a căror aplicare a început în anii 1970 au orientat activitatea institutului până în prezent.
Din anul 2011 Institutul Volcani este condus de profesorul Yoram Kopelnik. Înaintea sa au îndeplinit acest post profesorii Itzhak Spiegel și Eli Potivski.
Cu timpul au fost înființate mai multe filiale și ferme care depind de Institutul Volcani: 
- Stația experimentală regională Neve-Yaar
- Stația experimentală regională Gilat (Ghilat)
- Stația experimentală centru Beit Dagan
- Stația de piscicultură și agricultură Maim Bador
- Ferma experimentală Lahish
- Ferma HaBesor
- Ferma de piscicultură din Neghev
- Ferma Matityahu din Galileea superioară

În prezent Directia cercetării agricole cuprinde următoarele institute:
- Institutul de științe botanice
- Institutul de cercetare zoologică
- Institutul de stiințele solului, apelor și ale mediului înconjurător
- Institutul de tehnologia și depozitarea producției agricole
- Institutul de inginerie agricolă
- Institutul de protecție a vegetației

Între realizarile Institutului Volcani se pot menționa soiul de mere Anna, cu necesități reduse de frig, adaptat la zone calde (obținut de Abba Stein din Eyn Shemer), roșii îmbogățite în licopen, pepene galben de tip Galia, lămâi și clementine fără sâmburi, un soi de dovlecei cu gust de castane,soiurile de mango Maia, Sheli si Omer etc 